# Michał Bałucki
Michał Bałucki, noto con lo pseudonimo Elpidon (Cracovia, 29 settembre 1837 – Cracovia, 17 ottobre 1901), è stato un poeta e commediografo polacco esponente di spicco del Positivismo in Polonia.
Ha legato il suo nome alla città di Cracovia, dove è nato e ha studiato. Studente dell'Università Jagellonica, fu impegnato politicamente contro gli invasori Russi e fu tra gli organizzatori della Rivolta di Gennaio nel 1863, alla quale però non prese materialmente parte poiché fu arrestato e imprigionato per certe accuse. Avevo esordito come autore due anni prima con un poema nel quale attaccava ferocemente l'aristocrazia, vedendo nella sua negligenza la causa dell'oppressione russa. Morì suicidandosi nel 1901, temendo che nessuno avrebbe mai ricordato la sua opera, ma pochi anni dopo il poeta Lucjan Rydel, membro della Giovane Polonia, lo ricordò con un articolo come uno dei maggiori autori polacchi del secolo che era appena finito.

## Elenco delle opere (titoli in Polacco)

### Composizioni poetiche
- 1864 Przebudzenie
- 1866 Młodzi i starzy
- 1870 Błyszczące nędze
- 1871 Żydówka
- 1872 O kawał ziemi
- 1874 Z obozu do obozu
- 1881 Pańskie dziady
- 1881 Typy i obrazki krakowskie
- 1885 W żydowskich rękach
- 1887 Pan burmistrz z Pipidówki
- 1901 Pamiętnik Munia

### Commedie
- 1867 Radcy pana radcy
- 1871 Polowanie na męża
- 1871 Pracowici próżniacy
- 1873 Emancypowane
- 1879 Krewniaki
- 1880 Sąsiedzi
- 1881 Grube ryby
- 1883 Sąsiedzi : Dom otwarty
- 1889 Sąsiedzi : Ciężkie czasy
- 1890 Sąsiedzi : Klub kawalerów